# Широкий лентец
Широ́кий ленте́ц (лат. Dibothriocephalus latus, syn. Diphyllobothrium latum) — вид ленточных червей из отряда Diphyllobothriidea. Половозрелые стадии обитают в тонкой кишке человека и других млекопитающих, питающихся рыбой. Длина тела отдельных особей может доходить до 15 метров. Жизненный цикл включает свободноплавающую личинку корацидий и две паразитические стадии — процеркоид (локализуется в полости тела веслоногого рака) и плероцеркоид (проникает в мышцы или печень рыбы). Широкий лентец вызывает у человека паразитическое заболевание — дифиллоботриоз, попадая в организм при употреблении заражённой рыбы, не подвергшейся термической обработке, или сырой икры щуки.

## Строение

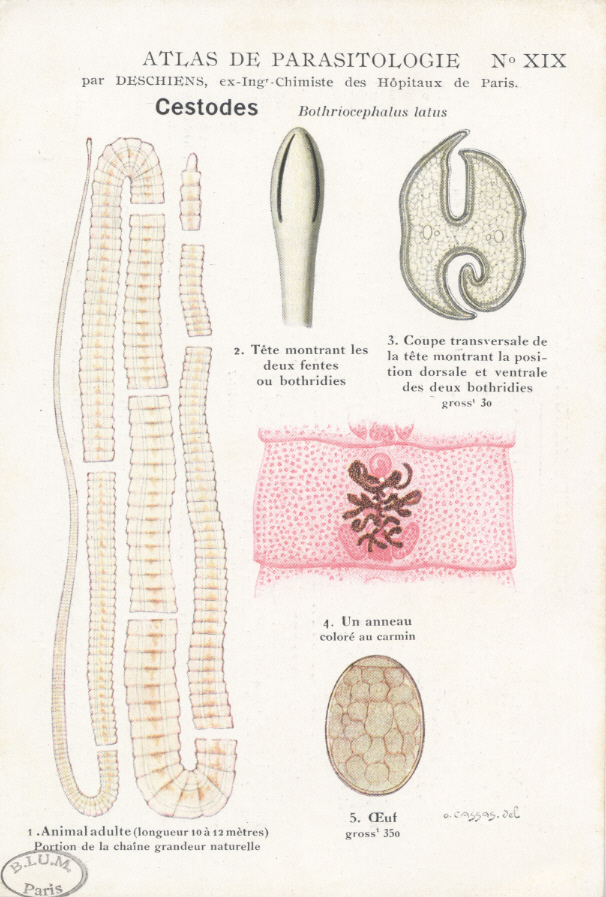
Строение стробилы; вид в увеличении: сколекса, проглоттиды и яйца широкого лентеца

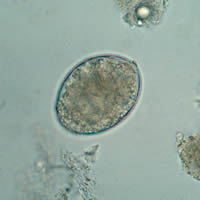
Яйцо широкого лентеца (под микроскопом)

Длина стробилы, состоящей из значительного количества члеников (до 4000), может достигать длины от 2 до 15 метров. Сколекс длиной 3—5 мм имеет продолговато-овальную форму, сплющен с боков. По бокам располагаются 2 щели (ботрии), с помощью которых червь прикрепляется к слизистой оболочке кишечника.
Яйца лентеца желтоватого цвета, овальные, относительно крупных размеров (70*45 мкм). На одном конце яйца расположена крышечка, на другом – маленький бугорок . Из организма окончательного хозяина выводятся во внешнюю среду незрелые яйца (до 1.000.000 в сутки). Иногда в фекалиях присутствуют также задние членики (проглоттиды) стробилы.

## Жизненный цикл

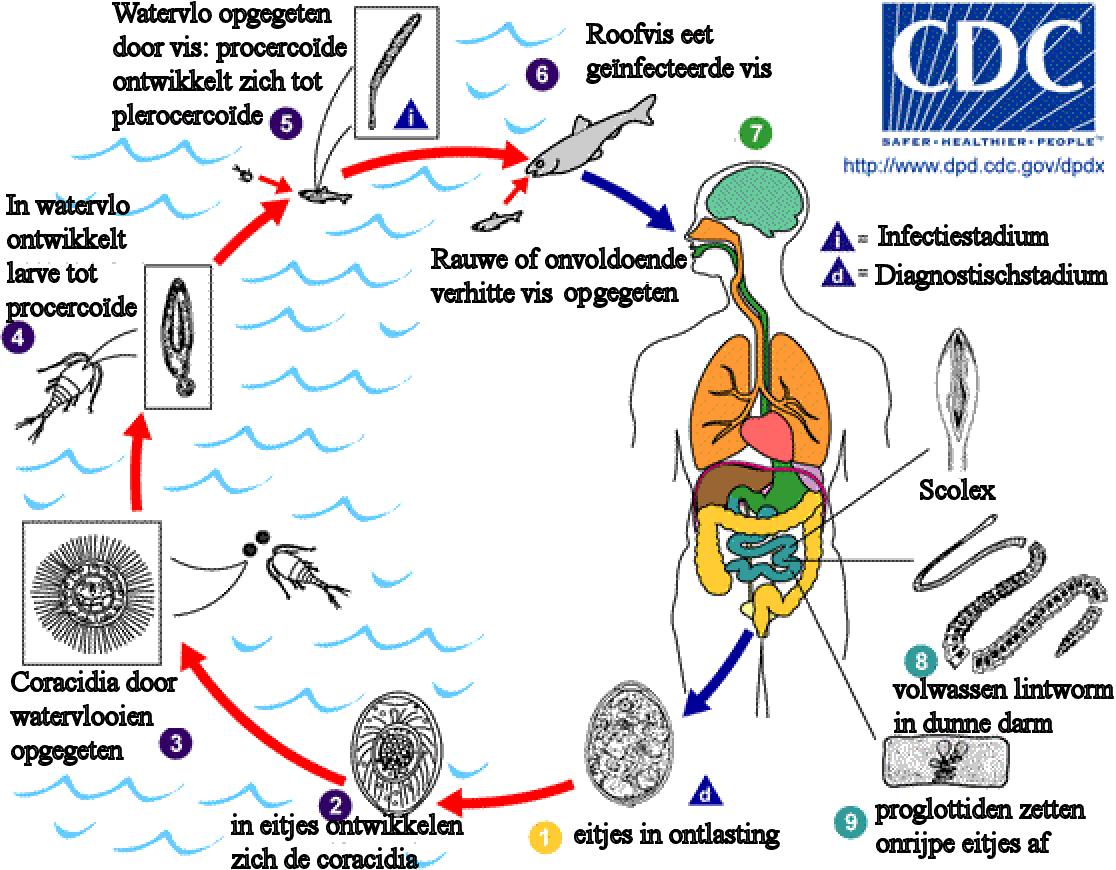
Жизненный цикл на примере окончательного хозяина — человека. 1, 2 — выделение яйца из организма окончательного хозяина и попадание его в воду; 3 — корацидий; 4 — процеркоид; 5 — плероцеркоид; 6 — заражение хищной рыбы; 7 — заражение окончательного хозяина; 8 — половозрелый червь; 9 — проглоттида

Развитие яиц происходит в пресноводных водоемах. Ресничная личинка (корацидий) выходит из яйца на 6—16 день после попадания в благоприятную среду. При температуре воды ниже +15°С развития зародыша не происходит, но он сохраняет жизнеспособность в течение 6 месяцев. После заглатывания веслоногими рачками, обитающими в пресных водоемах, корацидий через 2—3 недели превращается в процеркоида.
В организме рыб, поедающих рачков, процеркоиды проникают во внутренние органы и мышцы, и через 3—4 недели превращаются в плероцеркоидов, достигающих длины  4 см и имеющих сформировавшийся сколекс. В половозрелого червя плероцеркоид превращается уже в организме окончательного хозяина. При поедании мелких рыб более крупными хищными рыбами плероцеркоиды способны проникать сквозь стенку их кишечника в мышцы и внутренние органы и продолжать развитие.
Большой вклад в исследование лентеца внёс немецкий гельминтолог Макс Браун. В конце XIX — начале XX века на страницах «Энциклопедического словаря Брокгауза и Ефрона» была дана следующая оценка трудам учёного: «ему наука обязана открытием цикла развития широкого лентеца (Bothriocephalus latus) и способа заражения человека этим опасным паразитом».